# صموئيل هاميلتون ووكر (مصمم)
صموئيل هاميلتون ووكر (بالإنجليزية: Samuel Hamilton Walker)‏ هو مصمم أمريكي، ولد في 24 فبراير 1817 في Toaping Castle ‏ في الولايات المتحدة، وتوفي في 9 أكتوبر 1847 في هوامانتلا ‏ في المكسيك.